# Coleophora salviella
Coleophora salviella is een vlinder uit de familie kokermotten (Coleophoridae). De wetenschappelijke naam is voor het eerst geldig gepubliceerd in 1916 door Chretien.
De soort komt voor in Europa.